# 3180 Morgan
3180 Morgan eller 1962 RO är en asteroid i huvudbältet, som upptäcktes 7 september 1962 av Indiana Asteroid Program vid Indiana University Bloomington med Goethe Link Observatory. Asteroiden har fått sitt namn efter den amerikanske astronomen William Wilson Morgan.
Asteroiden har en diameter på ungefär 4 kilometer och den tillhör asteroidgruppen Flora.